# Manuel Ott
Manuel Gelito Ott (Monaco di Baviera, 6 maggio 1992) è un calciatore tedesco naturalizzato filippino, centrocampista del Terengganu e della nazionale filippina.

## Biografia
Nato a Monaco di Baviera da padre tedesco e madre filippina, è fratello di Mike, anch'egli calciatore.

## Caratteristiche tecniche
Centrocampista centrale dotato dal punto di vista tecnico, è un giocatore dalle buone capacità di interdizione e abile nell'impostare la manovra. In grado di districarsi bene negli spazi stretti grazie al baricentro basso, possiede inoltre un tiro dalla distanza potente e preciso.
Le sue caratteristiche gli consentono anche di ricoprire il ruolo di mediano, regista davanti alla difesa oppure di trequartista.

## Statistiche

### Cronologia presenze e reti in nazionale
| Cronologia completa delle presenze e delle reti in nazionale ― Filippine | Cronologia completa delle presenze e delle reti in nazionale ― Filippine | Cronologia completa delle presenze e delle reti in nazionale ― Filippine | Cronologia completa delle presenze e delle reti in nazionale ― Filippine | Cronologia completa delle presenze e delle reti in nazionale ― Filippine | Cronologia completa delle presenze e delle reti in nazionale ― Filippine | Cronologia completa delle presenze e delle reti in nazionale ― Filippine | Cronologia completa delle presenze e delle reti in nazionale ― Filippine |
| Data                                                                     | Città                                                                    | In casa                                                                  | Risultato                                                                | Ospiti                                                                   | Competizione                                                             | Reti                                                                     | Note                                                                     |
| ------------------------------------------------------------------------ | ------------------------------------------------------------------------ | ------------------------------------------------------------------------ | ------------------------------------------------------------------------ | ------------------------------------------------------------------------ | ------------------------------------------------------------------------ | ------------------------------------------------------------------------ | ------------------------------------------------------------------------ |
| 16-1-2010                                                                | Kaohsiung                                                                | Taiwan                                                                   | 0 – 0                                                                    | Filippine                                                                | Amichevole                                                               | -                                                                        |                                                                          |
| 22-10-2010                                                               | Vientiane                                                                | Timor Est                                                                | 0 – 5                                                                    | Filippine                                                                | AFF Suzuki Cup 2010                                                      | -                                                                        | 81’                                                                      |
| 24-10-2010                                                               | Vientiane                                                                | Laos                                                                     | 2 – 2                                                                    | Filippine                                                                | AFF Suzuki Cup 2010                                                      | -                                                                        | 51’                                                                      |
| 26-10-2010                                                               | Vientiane                                                                | Filippine                                                                | 0 – 0                                                                    | Cambogia                                                                 | AFF Suzuki Cup 2010                                                      | -                                                                        | 66’                                                                      |
| 29-6-2011                                                                | Colombo                                                                  | Sri Lanka                                                                | 1 – 1                                                                    | Filippine                                                                | Qual. Mondiali 2014                                                      | -                                                                        |                                                                          |
| 3-7-2011                                                                 | Manila                                                                   | Filippine                                                                | 4 – 0                                                                    | Sri Lanka                                                                | Qual. Mondiali 2014                                                      | -                                                                        |                                                                          |
| 23-7-2011                                                                | Al Kuwait                                                                | Kuwait                                                                   | 3 – 0                                                                    | Filippine                                                                | Qual. Mondiali 2014                                                      | -                                                                        |                                                                          |
| 28-7-2011                                                                | Manila                                                                   | Filippine                                                                | 1 – 2                                                                    | Kuwait                                                                   | Qual. Mondiali 2014                                                      | -                                                                        |                                                                          |
| 1-6-2012                                                                 | Shah Alam                                                                | Malaysia                                                                 | 0 – 0                                                                    | Filippine                                                                | Amichevole                                                               | -                                                                        | 51’                                                                      |
| 5-6-2012                                                                 | Manila                                                                   | Filippine                                                                | 2 – 2                                                                    | Indonesia                                                                | Amichevole                                                               | -                                                                        | 81’                                                                      |
| 6-2-2013                                                                 | Yangon                                                                   | Birmania                                                                 | 0 – 1                                                                    | Filippine                                                                | Amichevole                                                               | -                                                                        |                                                                          |
| 3-9-2014                                                                 | Manila                                                                   | Filippine                                                                | 5 – 1                                                                    | Taiwan                                                                   | Amichevole                                                               | -                                                                        | ?’ 58’                                                                   |
| 6-9-2014                                                                 | Manila                                                                   | Filippine                                                                | 2 – 3                                                                    | Birmania                                                                 | Amichevole                                                               | -                                                                        | 90’                                                                      |
| 12-10-2014                                                               | Manila                                                                   | Filippine                                                                | 5 – 0                                                                    | Papua Nuova Guinea                                                       | Amichevole                                                               | -                                                                        | 70’                                                                      |
| 9-11-2014                                                                | Nakhon Ratchasima                                                        | Thailandia                                                               | 3 – 0                                                                    | Filippine                                                                | Amichevole                                                               | -                                                                        | 46’                                                                      |
| 14-11-2014                                                               | Manila                                                                   | Filippine                                                                | 3 – 0                                                                    | Cambogia                                                                 | Amichevole                                                               | 1                                                                        |                                                                          |
| 22-11-2014                                                               | Hanoi                                                                    | Filippine                                                                | 4 – 1                                                                    | Laos                                                                     | AFF Suzuki Cup 2014                                                      | -                                                                        |                                                                          |
| 25-11-2014                                                               | Hanoi                                                                    | Filippine                                                                | 4 – 0                                                                    | Indonesia                                                                | AFF Suzuki Cup 2014                                                      | 1                                                                        |                                                                          |
| 28-11-2014                                                               | Hanoi                                                                    | Vietnam                                                                  | 3 – 1                                                                    | Filippine                                                                | AFF Suzuki Cup 2014                                                      | -                                                                        | 87’                                                                      |
| 6-12-2014                                                                | Manila                                                                   | Filippine                                                                | 0 – 0                                                                    | Thailandia                                                               | AFF Suzuki Cup 2014 - Semifinale (andata)                                | -                                                                        |                                                                          |
| 10-12-2014                                                               | Bangkok                                                                  | Thailandia                                                               | 3 – 0                                                                    | Filippine                                                                | AFF Suzuki Cup 2014 - Semifinale (ritorno)                               | -                                                                        |                                                                          |
| 30-3-2015                                                                | Manama                                                                   | Bahrein                                                                  | 2 – 1                                                                    | Filippine                                                                | Amichevole                                                               | 1                                                                        |                                                                          |
| 11-6-2015                                                                | Bocaue                                                                   | Filippine                                                                | 2 – 1                                                                    | Bahrein                                                                  | Qual. Mondiali 2018                                                      | -                                                                        |                                                                          |
| 16-6-2015                                                                | Doha                                                                     | Yemen                                                                    | 0 – 2                                                                    | Filippine                                                                | Qual. Mondiali 2018                                                      | -                                                                        |                                                                          |
| 8-9-2015                                                                 | Bocaue                                                                   | Filippine                                                                | 1 – 5                                                                    | Uzbekistan                                                               | Qual. Mondiali 2018                                                      | -                                                                        | 62’                                                                      |
| 8-10-2015                                                                | Pyongyang                                                                | Corea del Nord                                                           | 0 – 0                                                                    | Filippine                                                                | Qual. Mondiali 2018                                                      | -                                                                        | 83’                                                                      |
| 13-10-2015                                                               | Manama                                                                   | Bahrein                                                                  | 2 – 0                                                                    | Filippine                                                                | Qual. Mondiali 2018                                                      | -                                                                        |                                                                          |
| 12-11-2015                                                               | Manila                                                                   | Filippine                                                                | 0 – 1                                                                    | Yemen                                                                    | Qual. Mondiali 2018                                                      | -                                                                        | 67’                                                                      |
| 29-3-2016                                                                | Manila                                                                   | Filippine                                                                | 3 – 2                                                                    | Corea del Nord                                                           | Qual. Mondiali 2018                                                      | 1                                                                        |                                                                          |
| 6-9-2016                                                                 | Biškek                                                                   | Kirghizistan                                                             | 1 – 2                                                                    | Filippine                                                                | Amichevole                                                               | -                                                                        | 68’ 90’                                                                  |
| 7-10-2016                                                                | Manila                                                                   | Filippine                                                                | 1 – 3                                                                    | Bahrein                                                                  | Amichevole                                                               | -                                                                        |                                                                          |
| 10-10-2016                                                               | Manila                                                                   | Filippine                                                                | 1 – 3                                                                    | Corea del Nord                                                           | Amichevole                                                               | -                                                                        | 65’                                                                      |
| 9-11-2016                                                                | Manila                                                                   | Filippine                                                                | 1 – 0                                                                    | Kirghizistan                                                             | Amichevole                                                               | -                                                                        |                                                                          |
| 19-11-2016                                                               | Bocaue                                                                   | Palestina                                                                | 0 – 0                                                                    | Singapore                                                                | AFF Suzuki Cup 2016                                                      | -                                                                        | 33’                                                                      |
| 22-11-2016                                                               | Bocaue                                                                   | Indonesia                                                                | 2 – 2                                                                    | Filippine                                                                | AFF Suzuki Cup 2016                                                      | -                                                                        | 75’                                                                      |
| 25-11-2016                                                               | Bocaue                                                                   | Filippine                                                                | 0 – 1                                                                    | Thailandia                                                               | AFF Suzuki Cup 2016                                                      | -                                                                        |                                                                          |
| 22-3-2017                                                                | Manila                                                                   | Filippine                                                                | 0 – 0                                                                    | Malaysia                                                                 | Amichevole                                                               | -                                                                        |                                                                          |
| 7-6-2017                                                                 | Canton                                                                   | Cina                                                                     | 8 – 1                                                                    | Filippine                                                                | Amichevole                                                               | -                                                                        |                                                                          |
| 13-6-2017                                                                | Dušanbe                                                                  | Tagikistan                                                               | 3 – 4                                                                    | Filippine                                                                | Qual. Coppa d'Asia 2019                                                  | -                                                                        |                                                                          |
| 5-9-2017                                                                 | Bacolod                                                                  | Filippine                                                                | 2 – 2                                                                    | Yemen                                                                    | Qual. Coppa d'Asia 2019                                                  | -                                                                        |                                                                          |
| 22-3-2018                                                                | Manila                                                                   | Filippine                                                                | 3 – 2                                                                    | Figi                                                                     | Amichevole                                                               | -                                                                        | 46’                                                                      |
| 27-3-2018                                                                | Manila                                                                   | Filippine                                                                | 2 – 1                                                                    | Tagikistan                                                               | Qual. Coppa d'Asia 2019                                                  | -                                                                        |                                                                          |
| 6-9-2018                                                                 | Manama                                                                   | Bahrein                                                                  | 1 – 1                                                                    | Filippine                                                                | Amichevole                                                               | -                                                                        |                                                                          |
| 13-10-2018                                                               | Doha                                                                     | Oman                                                                     | 1 – 1                                                                    | Filippine                                                                | Amichevole                                                               | -                                                                        |                                                                          |
| 13-11-2018                                                               | Bacolod                                                                  | Filippine                                                                | 1 – 0                                                                    | Singapore                                                                | AFF Suzuki Cup 2018                                                      | -                                                                        |                                                                          |
| 21-11-2018                                                               | Bacolod                                                                  | Filippine                                                                | 1 – 1                                                                    | Thailandia                                                               | AFF Suzuki Cup 2018                                                      | -                                                                        |                                                                          |
| 25-11-2018                                                               | Giacarta                                                                 | Indonesia                                                                | 0 – 0                                                                    | Filippine                                                                | AFF Suzuki Cup 2018                                                      | -                                                                        |                                                                          |
| 2-12-2018                                                                | Bacolod                                                                  | Filippine                                                                | 1 – 2                                                                    | Vietnam                                                                  | AFF Suzuki Cup 2018 - Semifinale (andata)                                | -                                                                        | 46’                                                                      |
| 7-1-2019                                                                 | Dubai                                                                    | Corea del Sud                                                            | 1 – 0                                                                    | Filippine                                                                | Coppa d'Asia 2019 - 1º turno                                             | -                                                                        | 78’                                                                      |
| 11-1-2019                                                                | Abu Dhabi                                                                | Filippine                                                                | 0 – 3                                                                    | Cina                                                                     | Coppa d'Asia 2019 - 1º turno                                             | -                                                                        | 85’                                                                      |
| 16-1-2019                                                                | Dubai                                                                    | Kirghizistan                                                             | 3 – 1                                                                    | Filippine                                                                | Coppa d'Asia 2019 - 1º turno                                             | -                                                                        | 59’                                                                      |
| 11-6-2021                                                                | Sharja                                                                   | Filippine                                                                | 3 – 0                                                                    | Guam                                                                     | Qual. Mondiali 2022                                                      | -                                                                        | 84’                                                                      |
| 15-6-2021                                                                | Sharja                                                                   | Filippine                                                                | 1 – 1                                                                    | Maldive                                                                  | Qual. Mondiali 2022                                                      | -                                                                        |                                                                          |
| Totale                                                                   |                                                                          | Presenze (8º posto)                                                      | 53                                                                       |                                                                          | Reti                                                                     | 4                                                                        |                                                                          |